# Boris Dilliès
Boris Dilliès (Ukkel, 26 december 1972) is een Belgisch politicus van de MR en Brussels Hoofdstedelijk Parlementslid.

## Levensloop
De eerste tien jaar van zijn leven groeide Dilliès, die een Franse vader heeft, op in de Zuid-Franse gemeente Vence, om nadien opnieuw in België te belanden. 
Vanaf zijn vijftiende was Dilliès actief bij de Jeunes Réformateurs Libéraux. Van 1994 tot 2000 was hij lokaal voorzitter van de JRL in Ukkel en van 1995 tot 1998 regionaal voorzitter van de JRL in het Brussels Gewest. Bij de gemeenteraadsverkiezingen van oktober 1988 voerde hij campagne in Ukkel, aan de zijde van zijn politieke mentor Eric André. In oktober 1994 kwam Dilliès voor het eerst zelf op, maar hij had vijf stemmen tekort om verkozen te raken. In 1997 belandde hij via opvolging alsnog in de Ukkelse gemeenteraad, waar hij van 2003 tot 2005 fractievoorzitter was voor zijn partij. Van 2001 tot 2007 was hij eveneens gedelegeerd bestuurder van het cultureel centrum in de gemeente.
Na het behalen van een diploma in politieke wetenschappen en internationale betrekkingen was Dilliès van 1995 tot 2000 attaché op het kabinet van Eric André, die toen staatssecretaris in de Brusselse Hoofdstedelijke Regering was. Nadien was hij van 2000 tot 2003 attaché op het kabinet van toenmalig Brussels minister-president François-Xavier de Donnea. Vervolgens werkte hij van 2002 tot 2007 bij uitgeverij Wolters Kluwer, waar hij verantwoordelijk was voor de ontwikkeling van projecten en was hij van 2010 tot 2012 directeur communicatie van zakenclub Cercle de Lorraine. Sinds 2011 is hij tevens docent in Instellingen en Sociologie van de Media aan de European Communication School.
Na het overlijden van Eric André werd Dilliès in september 2005 schepen van Ukkel, bevoegd voor Financiën en Erediensten. In de legislatuur 2006-2012 bleef Dilliès schepen van Financiën en werd hij tevens bevoegd voor Financiën, Economie, Middenstand, Jeugd, Sport, Buitenschoolse Activiteiten, Groene Ruimtes en Verfraaiing van de Openbare Ruimte. Na de gemeenteraadsverkiezingen van oktober 2012 werd hij schepen voor Burgerlijke Stand, Financiën, Economie, Handel en Jeugd. In september 2017 volgde Dilliès vervolgens Armand De Decker op als burgemeester van Ukkel, een functie die hij na de verkiezingen van 2018 en die van 2024 kon behouden.
Bij de Brusselse verkiezingen van mei 2014 werd hij met een hoog aantal voorkeurstemmen verkozen in het Brussels Hoofdstedelijk Parlement, waar hij van 2014 tot 2017 voorzitter van de commissie Infrastructuur was. Nadat hij burgemeester van Ukkel was geworden, nam hij eind januari 2018 ontslag als parlementslid. Bij de Brusselse verkiezingen van mei 2019 werd hij opnieuw verkozen, maar hij besloot zijn zetel in het Brussels Parlement niet op te nemen om voltijds burgemeester te kunnen blijven.
Sinds januari 2013 is Dilliès eveneens ondervoorzitter van de MR-federatie van het Brussels Gewest.